# Diecezja Shrewsbury
Diecezja Shrewsbury – diecezja Kościoła rzymskokatolickiego w zachodniej Anglii, w metropolii Birmingham. Katedra diecezjalna znajduje się w Shrewsbury, natomiast kuria biskupia zlokalizowana jest w Birkenhead. Diecezja została erygowana w ramach reformy podziału administracyjnego Kościoła katolickiego w Wielkiej Brytanii, która weszła w życie 29 września 1850 roku. W obecnych granicach funkcjonuje od 1895 roku.